# David Monro
Pour les articles homonymes, voir Monro et Munro.
David Monro (dit parfois David Munro en raison de son ascendance clanique), né à Édimbourg le 27 mars 1813 et mort à Nelson le 15 février 1877, est un colon et homme politique néo-zélandais.

## Biographie

### Colon
Il est le septième des douze enfants d'Alexander Monro, titulaire de la chaire d'anatomie de l'université d'Édimbourg. Il est ainsi issu du clan Munro (en), un clan écossais des Haute terres qui a, entre autres, produit des générations de médecins réputés. À l'issue d'études à Paris, Berlin, Vienne et Édimbourg, David Monro obtient son diplôme de doctorat de médecine en 1835, et s'établit quelques années comme praticien dans sa ville natale.
En 1841, quelques mois après l'annexion de la Nouvelle-Zélande à l'Empire britannique, il achète des terres dans la future colonie de peuplement proposée dans la baie de Tasman, sur la côte nord de l'île du Sud. Après un détour par l'Australie où vit l'un de ses frères, il arrive dans la jeune colonie en mars 1842 et s'établit comme éleveur pastoral à proximité de la jeune ville de Nelson. En 1844, il prend part à l'expédition de l'explorateur Frederick Tuckett à travers l'Otago.

### Carrière politique
Nommé en 1849 au Conseil législatif provincial de l'île du Sud, il en démissionne l'année suivante car il reproche au gouverneur colonial George Grey d'avoir levé des fonds publics sans consulter cette assemblée. Il refuse une nouvelle nomination en 1853, car il argue que le Conseil devrait être élu et non nommé. Il participe aux premières élections législatives néo-zélandaises, en 1853, et est élu député de la circonscription de Waimea-ouest à la Chambre des représentants de Nouvelle-Zélande - sans étiquette, car il n'existe pas encore de partis politiques. Partisan d'un pouvoir central fort plutôt que d'une importante délégation de pouvoirs aux provinces, en juin 1861 il est élu président de la Chambre, devenant ainsi la deuxième personne à occuper cette fonction, après Charles Clifford. En 1862, la Chambre se trouve divisée en deux camps parfaitement égaux lors du vote d'une motion de censure à l'encontre du gouvernement du Premier ministre William Fox ; à cette date, le président de la Chambre ne vote que pour départager un cas d'égalité, et David Munro prend la décision quelque peu controversée de voter la défiance au Premier ministre, provoquant ainsi la chute du gouvernement.
Fait chevalier en 1866, il démissionne de la présidence à la fin de la législature 1866-1870. Il se représente néanmoins aux élections législatives de 1871, et remporte la circonscription de Motueka à une voix près, mais son élection est annulée -très certainement sans fondement légal- par une commission parlementaire dominée par des députés de la majorité du gouvernement de William Fox, redevenu Premier ministre. David Munro retrouve un siège comme député de Waikouaiti grâce à une élection partielle en 1872, participe avec succès à une nouvelle motion de censure qui destitue à nouveau le gouvernement Fox, et démissionne en 1873.
Son fils Charles Monro (en) est considéré comme celui qui a introduit le rugby à XV en Nouvelle-Zélande.